# かっこいいスキヤキ
『かっこいいスキヤキ』（英語: GROOVY SUKIYAKI）は、原作：久住昌之と作画：泉晴紀（現：和泉晴紀）による漫画家コンビ、泉昌之による短編漫画集。1983年5月5日に青林堂より単行本が刊行された後、1998年10月1日に扶桑社文庫にて文庫化された。2020年9月20日には、泉昌之のデビュー40周年を記念し、完全新作「夜港」を追加収録した新装版の単行本が扶桑社から刊行された。
1981年に雑誌『ガロ』へ持ち込まれた久住・泉の商業誌デビュー作「夜行」が収録されている。
収録作のうち、3編が『世にも奇妙な物語』（フジテレビ）でドラマ化されたほか、テレビ愛知制作・竹内力主演のオムニバスドラマが2023年・2024年に放送された。

## 収録作
新装版
- 夜行
- ロボット
- 花粉
- スーパーウルトラジャイアントキングG
- ARM JOＥ
- 最後の晩餐
- POSE
- THE APARTMENT HOUSE vol.1 MIDNIGHT DANCING 4 1/2
- THE APARTMENT HOUSE vol.2 蚊が来る
- THE APARTMENT HOUSE vol.3 大形平次捕物帳
- THE APARTMENT HOUSE vol.4 ゴージャスの人
- THE APARTMENT HOUSE vol.5 だってアトミックLOVE!
- ウルトラLOVE
- 耳掘り
- パチンコ
- 完全新作 夜港

文庫版（新装版未収録分）
- プロレスの鬼
- ズミラマ館
- すももたろう

青林堂版（絶版）
- 「普通の夜」
- 「退屈な日」
- 「のってる日」

上記3編は集合住宅でのウルトラマンの日常生活を描くパロディ作品だが、文庫版以降では未収録となっている。

## 登場人物
短編集のため、主な登場人物を抜粋。
本郷
「夜行」、「最後の晩餐」など、複数のエピソードに登場するトレンチコートを羽織った男性。
後に泉作品の「芸能グルメストーカー」「食の軍師」に登場する名物キャラクターとなっている。
スーパーウルトラジャイアントキングG
「スーパーウルトラジャイアントキングG」に登場するウルトラマンに似た巨大ヒーロー。
アーム・ジョー
「ARM JOE」の登場人物。本名：ジョー・グリーン。アメリカに奴隷制度があった時代の黒人の木こり。

## 書誌情報
- 単行本：青林堂 1983年5月5日発行
- 単行本（改訂版）：青林堂 1996年5月発行、ISBN 4-7926-0269-6
- 文庫本：扶桑社 1998年10月30日発行、ISBN 4-594-02577-3
- 単行本（新装版）：扶桑社 2020年9月20日発行、ISBN 978-4-594-08621-3

## テレビドラマ（フジテレビ）
収録作のうち3編が『世にも奇妙な物語』でドラマ化された。
- 「夜汽車の男」（原作は「夜行」。2002年3月27日放送「春の特別編」、主演：大杉漣）
- 「理想のスキヤキ」（原作は「最後の晩餐」。2009年10月5日放送「秋の特別編」、主演：伊藤淳史）
- 「耳かき」（原作は「耳堀り」。2011年11月26日放送「秋の特別編」、主演：浅野忠信）

## テレビドラマ（テレビ愛知）
2023年3月18日にテレビ愛知と共同テレビジョンの共同制作でテレビ東京系6局にて放送された。全4編からなるオムニバスドラマ。主演は竹内力で、プロデューサーも務めている。
寡黙な男・ジェームス本郷が食などに対するこだわりを心の中の独白で綴るも、思い通りに展開しない様が描かれる。
2024年4月20日・27日にはテレビ愛知（ローカル枠）で『連続ドラマ かっこいいスキヤキ』が放送。ドラマオリジナルエピソードで全6話（テレビ愛知では3話ずつ2週連続放送）。後日、テレビ大阪、BSテレ東などでは30分枠で1話ずつ放送された。

### キャスト

#### 主要人物
ジェームス本郷（ジェームス ほんごう）
演 - 竹内力
本作品の主人公。その界隈では凄腕と恐れられる金髪に青い瞳の男。
中折れ帽にトレンチコートがトレードマーク。頭頂部のハゲを隠すので室内でも帽子を取らない。

#### ゲスト
#01 夜港
取引相手
演 - 中野裕斗
ジェームスの取引相手。飲むなら港街でなくタクシーで本町に行けと教える。
居酒屋の若女将
演 - 須田亜香里
「てしごとや ふくろう」の若女将。来店したジェームスに、本日は予約客の貸し切りと告げる。
定食屋の女将
演 - 松本海希
「家庭料理 宝昌軒」の女将。お通しは美味しかったが、注文したいメニューがことごとく品切れであった。
店員
演 - 和宥
海鮮創作料理「漁港のグルメ処みなと」の店員。ジェームスに地酒を説明する。
中華料理店の店主
演 - もろいくや
中華料理店「菜来軒」の店主。

#02 花粉
江美
演 - 佐藤江梨子
クラブを経営する美人ママ。ジェームスにバーで口説かれる。
バーテンダー
演 - 工藤俊作
ジェームスと江美が合流したバーのバーテンダー。

#03 最後の晩餐
林豊巳
演 - 勝矢
ジェームスと大学の同期。愛知県一宮市出身。町工場勤務。実家暮らしでアニメオタク。
田中好夫
演 - 石田剛太（ヨーロッパ企画）
ジェームスと大学の同期。埼玉県浦和市出身。メーカー勤務。お調子者。
長谷川辰哉
演 - 森啓一朗
ジェームスと大学の同期。東京都青山出身。ファッション誌の編集長。モテる。
すき焼き店の女将
演 - 真下有紀
すき焼きを給仕する。

#04 ロボット
ティッシュ配りの男
演 - 栗原卓也
配ったティッシュに紛れさせ、ジェームスに報酬の金の保管場所を伝達する。
中華料理屋の店主
演 - 古谷朋弘
「らいらい飯店」の店主。にんにくラーメンをジェームスに給仕する。
客
演 - 青羽里奈
「らいらい飯店」の女性客。スマホを操作しながらチャーハンを食べる。
カップル
演 - 板倉武志、堀桃子
家路を急ぐジェームスとぶつかり、彼の中折れ帽を飛ばしたので睨まれる。
親子
声 - 菊池雅代、菊池祐里
道路でジェームスがロボットのように歩いていると話す子供とその母親。

### スタッフ
- 原作 - 泉昌之「かっこいいスキヤキ 新装版」（扶桑社刊）
- 脚本 - 左子光晴（ヨーロッパ企画）
- 脚本監督 - 上田誠（ヨーロッパ企画）
- 主題曲 - ジェームス本郷のテーマ（作曲・口笛：竹内力）[2]
- 挿入曲 - ゆかいなジェームス（作曲・口笛：竹内力）[2]
- 音楽 - 松尾真之介
- プロデューサー - 林雪彦（テレビ愛知）
- プロデューサー・監督 - 佃敏史（共同テレビジョン）
- 監督 - 宮坂武志、佐藤さやか、二ノ宮拓郎（テレビ愛知）
- 協力プロデューサー - 竹内力（RIKIプロジェクト）
- 制作協力 - 共同テレビジョン
- 制作著作 - テレビ愛知

### 放送日程
| 放送日         | エピソード | サブタイトル | 監督       |
| -------------- | ---------- | ------------ | ---------- |
| 2023年 3月18日 | #01        | 夜港         | 宮坂武志   |
| 2023年 3月18日 | #02        | 花粉         | 二ノ宮拓郎 |
| 2023年 3月18日 | #03        | 最後の晩餐   | 佐藤さやか |
| 2023年 3月18日 | #04        | ロボット     | 佃敏史     |

| 放送日         | エピソード | サブタイトル           | 脚本                          | 監督       |
| -------------- | ---------- | ---------------------- | ----------------------------- | ---------- |
| 2024年 4月20日 | 第1話      | 震えるバー             | 左子光晴                      | 佃敏史     |
| 2024年 4月20日 | 第1話      | 悪魔と罪滅ぼし         | 小林哲也 左子光晴（脚本監修） | 佃敏史     |
| 2024年 4月20日 | 第2話      | マスクの女（ひと）     | 中田歩 左子光晴（脚本監修）   | 佐藤さやか |
| 2024年 4月20日 | 第2話      | 常連と店               | 小林哲也 左子光晴（脚本監修） | 佃敏史     |
| 2024年 4月20日 | 第3話      | かっこいいカツカレー   | 小林哲也 左子光晴（脚本監修） | 中山大暉   |
| 2024年 4月20日 | 第3話      | 戻れない扉             | 小林哲也 左子光晴（脚本監修） | 中山大暉   |
| 4月27日        | 第4話      | 歯痛の酒               | 左子光晴                      | 二ノ宮拓郎 |
| 4月27日        | 第4話      | 噂の関係図             | 中田歩 左子光晴（脚本監修）   | 二ノ宮拓郎 |
| 4月27日        | 第5話      | 仮眠の狼               | 左子光晴                      | 佐藤さやか |
| 4月27日        | 第5話      | 手を貸した男           | 中田歩 左子光晴（脚本監修）   | 佃敏史     |
| 4月27日        | 第6話      | 失われたときに悶えて   | 中田歩 左子光晴（脚本監修）   | 佐藤さやか |
| 4月27日        | 第6話      | 闖入者(ちんにゅうしゃ) | 左子光晴                      | 佐藤さやか |

### 放送局
| 放送対象地域  | 放送局         | 放送日時           | 放送期間       | 系列           | ネット状況 |
| ------------- | -------------- | ------------------ | -------------- | -------------- | ---------- |
| 愛知県        | テレビ愛知     | 土曜 16:00 - 17:15 | 2023年03月18日 | テレビ東京系列 | 制作局     |
| 関東広域圏    | テレビ東京     | 土曜 16:00 - 17:15 | 2023年03月18日 | テレビ東京系列 | 同時ネット |
| 北海道        | テレビ北海道   | 土曜 16:00 - 17:15 | 2023年03月18日 | テレビ東京系列 | 同時ネット |
| 大阪府        | テレビ大阪     | 土曜 16:00 - 17:15 | 2023年03月18日 | テレビ東京系列 | 同時ネット |
| 岡山県 香川県 | テレビせとうち | 土曜 16:00 - 17:15 | 2023年03月18日 | テレビ東京系列 | 同時ネット |
| 福岡県        | TVQ九州放送    | 土曜 16:00 - 17:15 | 2023年03月18日 | テレビ東京系列 | 同時ネット |